# Devon (pornoactrice)
Devon (Allentown, 28 maart 1977), geboren als Kristie Marie Lisa, is een Amerikaanse pornoactrice.
Devon werd geboren in 1977 in Allentown, in de Verenigde Staten. Op haar negentiende begon ze als stripteaseuse.

## Carrière
Haar eerste stappen in de pornofilmindustrie maakte Devon in 1998 met de film New Breed. Ze verscheen ook in een fotoreportage voor het tijdschrift Stuff en was een Penthouse 'pet of the month' in 2001.
Na haar contract met Vivid Entertainment stapte Devon over naar Digital Playground. In 2004 verscheen Devon in de eerste WMV-hd-dvd ooit gemaakt, Island Fever 3. Deze film werd op Tahiti en Bora Bora opgenomen.
Devon verscheen in de televisieserie Entourage in de aflevering "I love you too" op 31 juli 2005. In datzelfde jaar verscheen ze in MTV's Pimp my ride en speelde ze een grote rol in de film Pirates. Deze film, waarvan ook een gekuiste versie werd uitgebracht, was een commercieel succes. Pirates werd gemaakt met een budget van ruim een miljoen dollar en was daarmee de duurste erotische film ooit.
Devon verliet Digital Playground in september 2005 en in januari 2006 tekende ze een contract met Ecstasy Mobile. In maart 2006 sloot ze een contract met Black Kat Productions, dat nooit een film met Devon zou produceren, waarna zij haar eigen productiemaatschappij oprichtte. In oktober 2006 tekende ze bij Shane's World. Ze maakte haar debuut als regisseur voor Shane's World in april 2007 met Devon does Baja.
In 2010 werd Devon toegevoegd aan de "Adult Video News Hall of Fame".

## Prijzen en nominaties
| Jaar | Prijs            | Resultaat   | Categorie                                                                                      | Film                 |
| ---- | ---------------- | ----------- | ---------------------------------------------------------------------------------------------- | -------------------- |
| 2000 | AVN Award        | Genomineerd | Best Tease Performance                                                                         | Extreme Close-Up 4   |
| 2000 | AVN Award        | Genomineerd | Best All-Girl Sex Scene, Film (met Maya Divine & Devinn Lane)                                  | Three                |
| 2000 | XRCO Award       | Genomineerd | Starlet of the Year                                                                            |                      |
| 2002 | Venus Award      | Genomineerd | Best Actress (USA)                                                                             |                      |
| 2003 | NightMoves Award | Gewonnen    | Best Actress (Fan Choice)                                                                      |                      |
| 2010 | AVN Award        | Genomineerd | Best All-Girl Group Sex Scene (met Jenaveve Jolie, Melissa Lauren, Shawna Leneé & Mya Nichole) | Babes Illustrated 18 |
| 2010 | AVN Award        | Gewonnen    | AVN Hall of Fame                                                                               |                      |
| 2013 | XRCO Award       | Genomineerd | Best Cumback                                                                                   |                      |